# Manoel Moreira de Barros e Silva
Manoel Moreira de Barros e Silva (ur. 2 września 1896 w Rio de Janeiro, zm. 4 kwietnia 1937) – brazylijski prawnik i urzędnik konsularny.
Studiował prawo w Kolegium Rio de Janeiro (Faculdade de Rio de Janeiro), będącym częścią obecnego Uniwersytetu Federalnego Rio de Janeiro (Universidade Federal do Rio de Janeiro) (1922). Wstąpił do brazylijskiej służby zagranicznej, w której pełnił m.in. funkcje w Barcelonie (1927-1928), Zurychu (1928-1930), Barcelonie (1930-1931), Las Palmas (1931-1932), resorcie spraw zagranicznych (Secretaria de Estado) (1932-1934), Belgradzie (1934-1935), Gdańsku (1935-1936).